# مطار تشانغتشو بيننو
مطار تشانغتشو بيننو (بالإنجليزية: Changzhou Benniu Airport) (إياتا: CZX، إيكاو: ZSCG) يقع في مدينة تشانغتشو في جمهورية الصين الشعبية. صنف مطار تشانغتشو بيننو في المرتبة الخامسة والخمسون في الصين من حيث عدد الركاب عام 2011 وفقًا لإدارة الطيران المدني في الصين، حيث تعامل مع 933,663 راكب، وبلغ إجمالي حركة الطائرات (القادمة والمغادرة) 10,160 طائرة وقد بلغت كمية البضائع المنقولة عبر المطار 8,363 طن.

## شركات الطيران والوجهات
| شركـات طيـران             | الوجهات |
| ------------------------- | --- |
| طيران الصين               | مطار بكين العاصمة الدولي، مطار جينغديو الجديد |
| طيران ماكاو               | مطار ماكاو الدولي |
| خطوط شرق الصين الجوية     | مطار بكين داشينغ الدولي، مطار تشانغشا هوانغوا الدولي، مطار جينغديو الجديد، مطار تشونغتشينغ جيانغبى الدولي، مطار داليان الدولي، مطار قوانغتشو باييون الدولي، مطار كونمينغ جانغشوي الدولي، مطار يوتشو بيلين، مطار نانينغ الدولي، مطار اوردوس إيجين هورو، مطار شنيانغ الدولي، مطار تاييوان وسو الدولي، مطار شيامن قاوتشي الدولي، مطار شيان شيانيانغ الدولي، مطار شيشوانغباننا غاسا، مطار ييتشانغ سانشيا، مطار خه هوا تشانغجياجيه، مطار زوني شينزهو |
| خطوط جنوب الصين الجوية    | مطار تشانغتشون الدولي، مطار قانتشو هوانتشين، مطار قوانغتشو باييون الدولي، مطار شينزين باوان الدولي |
| Colorful Guizhou Airlines | مطار قوييانغ لونغدونغابو الدولي |
| LJ Air                    | مطار فوتشنغ بيهاي، مطار هاربين الدولي |
| طيران لونج                | مطار ونزهو يونجقيانج الدولي، مطار شيان شيانيانغ الدولي، مطار ينتشوان خه دونغ |
| Qingdao Airlines          | مطار تشانغتشون الدولي، مطار قوييانغ لونغدونغابو الدولي، مطار هايكو ميلان الدولي، مطار غينغادو جياودونغ الدولي |
| خطوط شاندونغ الجوية       | مطار قوييانغ لونغدونغابو الدولي، مطار هوهوت بايتا الدولي، مطار غينغادو جياودونغ الدولي، مطار شيامن قاوتشي الدولي |
| خطوط شينزين الجوية        | مطار تشانغتشون الدولي، مطار داليان الدولي، مطار قوانغتشو باييون الدولي، مطار هايكو ميلان الدولي، مطار هاربين الدولي، مطار نانينغ الدولي، مطار جينجيانغ تشيوانتشو، مطار شنيانغ الدولي، مطار شينزين باوان الدولي، مطار تشوهاى سانزو |
| خطوط سيتشوان الجوية       | مطار تشانغشا هوانغوا الدولي، مطار تشنغدو شوانغليو الدولي، مطار جينغديو الجديد، مطار تشونغتشينغ جيانغبى الدولي، مطار هاربين الدولي، مطار كونمينغ جانغشوي الدولي، مطار نانينغ الدولي، مطار سانيا فينيكس الدولية، مطار شيتشانغ تشينغشان، مطار شينينغ الدولي |
| سبرينغ (شركة طيران)       | Ankang، مطار داليان الدولي، مطار جييانغ شاوشان، مطار لانتشو تشونغ تشوان، مطار شنيانغ الدولي |
| Thai Lion Air             | مطار دون موينغ |
| Thai VietJet Air          | مطار سوفارنابومي الدولي |
| خطوط زيامن الجوية         | مطار فوتشو تشانغله الدولي، Jinzhou |